# 장미 이야기
장미 이야기(薔薇-, le Roman de la Rose)는 풍유적 꿈의 형식을 빌려 쓰여진 13세기의 시적 소설이다. 총 2만2천행의 8음절 대구.

## 역사
기원전 1세기의 로마 시인 오비디우스의 <사랑의 기술>(Ars Amatoria)가 모태가 되었으며, 기욤 드 로리스가 1237년경 4058행을 썼고 나머지 1만8천구는 장 드 묑이 1275년-1280년경에 완성했다.

## 내용
드 로리스가 쓴 부분이 미완적 성격을 띠고 있는지라 드 묑이 (원작과는 상당히 일탈한 방향으로) 40년 후에야 완성을 보았다.
전반부는 아름다운 여인을 상징하는 울타리가 쳐진 정원에 들어가려는 남자의 이야기이다. 드 로리스의 연애담은 궁정연애의 정신을 풍유를 통해 표현하는데 비해 드 묑은 사실 풍유에 별 관심이 없었고 단지 자신의 백과사전적 견해를 전달하기 위해 장미 이야기를 택한 것이었기 때문에, 후반부는 좀 중구난방으로 가는 감이 있는데, 좀더 철학적인 사랑관이나 신변잡기적 담화로 빠지며, 이는 때로는 기욤 드 로리스의 견해나 감상을 조소하기도 하는 것이다. 이를 귀족적 가치관에서 부르주아적 가치관으로의 변화를 반영하는 것으로 보기도 한다. 드 로리스의 문체는 세련되었으며 드 묑의 문체는 좀더 힘차고 찰지다.
도달할 수 없는 고귀한 여성에의 숭고한 사랑을 그리는 궁정문학의 전통과 대조적으로 드 묑의 글은 여성을 풍자하고 있는데, 결혼을 통발에 비유하기도 하여, 바깥의 물고기들은 들어가고 싶어하나 한번 들어온 고기들은 나가고 싶어하는 것과 같다 했다.
2부에서는 사랑만을 논하는 것이 아니라 다양한 이야기를 다루는데, 개중에는
- 만약 가축에게 이해력이 있다면 인간은 가축을 이렇게 마음대로 다룰 수 없을 것이다
- 자연은 인간의 대를 잇는 욕구만이 종을 보존하는데 부족하리라 생각했기에, 꾀를 써서 성교의 재미란 덤을 얹어주어 좀더 동기를 부여해줬다.
- 영주들은 자기 조상님들만큼의 인간이 못된다면 그분들 후광을 입고 거들먹거릴 필요 없다.

등이 있다.

## 영향
장미 이야기는 당대에 실로 낙양의 지가를 올렸다. 프랑스에서만 백여 부의 사본이, 유럽 전역에서 삼백여 부가 발견되었으며, 구텐베르크가 인쇄술을 발명한 것이 15세기나 돼서의 일이니 필사본만으로 이런 숫자가 나온다는 것은 대단하다.
후반부의 여성비하적인 요소는 14세기 시인 크리스틴 드 피장의 비판을 사기도 하였다.
영국의 시인 제프리 초서(1342~1400)는 본 시의 1705행을 <The Romaunt of Rose>라는 제목으로 중세 영어로 번역하였으며 이 작품의 궁정연애적 요소와 철학적 요소 양쪽에서 큰 영향을 받았다.
프리메이슨의 알버트 파이크에 의하면 이 책은 현대의 많은 신비주의 교단에 큰 영향을 미쳤다고 한다.